# Yu Hung-chun
Yu Hung-chun (chinois: 俞鴻鈞; pinyin: Yú Hóngjūn) également connu sous le nom d' O. K. Yui, est une personnalité politique chinoise qui a été maire de Shanghai, président du gouvernement provincial de Taiwan et premier ministre de la République de Chine né le 4 janvier 1898 et mort le 1er juin 1960.
Yu remplaça HH Kung comme ministre des Finances dans le gouvernement nationaliste en novembre 1944, après la destitution de Kung pour corruption. Juste avant de remplacer Kung, Yu était vice-ministre des Finances.
Son arrière-petite-fille est Michelle Dee, une actrice et mannequin philippine.

## Chronologie
- 23 mars 1937 – le Yuan exécutif décide que Yu Hung-chun pourra exercer les fonctions de maire de Shanghai.
- 27 juillet 1937 – le gouvernement nationaliste nomme Yu Hung-chun maire de Shanghai.
- 30 juin 1958 – démissionne de son poste de président du Yuan exécutif. (Premier ministre de la République de Chine)

1. 1 2  Parks M. Coble, The Collapse of Nationalist China: How Chiang Kai-shek Lost China's Civil War, Cambridge New York, NY, Cambridge University Press, 2023 (ISBN 978-1-009-29761-5)
2. ↑  Newly Crowned Miss World Philippines Is Descendant of Chinabank Founder